# Juan Jesus
Juan Guilherme Nunes Jesus známý jako Juan Jesus (* 10. června 1991, Belo Horizonte, Brazílie) je brazilský fotbalový obránce a bývalý reprezentant, v současnosti hráč italského klubu SSC Neapol.

## Reprezentační kariéra
Hrál za brazilské mládežnické reprezentace. Představil se v dresu brazilské reprezentace U20 na Mistrovství světa hráčů do 20 let 2011 v Kolumbii, kde Brazílie získala titul po finálové výhře 3:2 v prodloužení nad Portugalskem.
Na LOH 2012 v Londýně získal s brazilským týmem do 23 let stříbrnou medaili.
V A-mužstvu Brazílie debutoval v roce 2012.